# Tihomir Purda
Tihomir Purda (1969.) hrvatski je branitelj koji je branio okolicu Vukovara tijekom Domovinskog rata. 2011. uhićen je u BiH zbog srbijanske interpolove tjeralice Tužiteljstva za ratne zločine zbog njegovog iznuđenenog priznanja u logoru prema kojem je kriv za ubojstvo vojnika JNA. Nakon pomnijeg razmatranja slučaja, Tužiteljstvo je zaključilo da je Purda zapravo ranjenog vojnika doveo živog u bolnicu. Zbog nedostatka dokaza, Purda je oslobođen iz pritvora te je postupak protiv njega poništen.

## Domovinski rat
Nakon pada Vukovara, zarobljen je i prebačen u logor Stajićevo i logor Sremska Mitrovica. Tamo je mučen i prebijen mjesecima, te je pod prijetnjom iznuđen njegov potpis na dokumentu u kojem se navodi da je kriv za smrt jednog JNA vojnika. 1992., u razmjeni zarobljenika vraćen je natrag u Hrvatsku. Oženio se i dobio troje djece.

## Pritvor u BIH
Njegov slučaj nije primio veću medijsku pozornost sve do 5. siječnja 2011. kada je na graničnom prijelazu u Orašju uhićen i prebačen u pritvor u Zenici zbog naloga srbijanskog Tužiteljstva za ratne zločine jer je njegov iznuđen potpis u logoru uključen kao dokaz za mogući ratni zločin u Vukovaru. Slučaj je preuzet iz skupine vojnih predmeta s početka 1990-ih te je prošao prvu reviziju od kada je 2004. tužiteljstvo preuzelo predmete ratnih zločina od ondašnjega beogradskog vojnog suda.
Njegovo hapšenje uzrokovalo je nemire i prosvjede diljem Hrvatske te pogoršanje hrvatsko-srbijanskih odnosa. Srbija je još 2007. navodno poslala hrvatskoj vladi vijest da se Purda nalazi na crvenoj tjeralici Interpola, međutim nije ga obavijestila, tako da mu je hapšenje na granici stiglo kao iznenađenje. Ministar unutarnjih poslova Tomislav Karamarko tvrdi da je Purda znao za tjeralicu.
18. veljače Krivično Vijeće Suda BiH odlučilo je da su ispunjeni uvjeti za izručenje Tihomira Purde Srbiji. Odluka o izručenju je donijeta bez ulaženja u suštinu spisa, odnosno, nije utvrđivana eventualnu odgovornost Purde za ratni zločin, nego je samo razmatrano jesu li ispunjeni proceduralni propisi za ekstradiciju. Purdin odvjetnik uložio je žalbu na odluku o izručenju jer su pred međunarodnim pravom priznanja iznuđena prisilom nevažeća.

## Puštanje na slobodu
Zbog sumnje u ispravnost njegovog priznanja, Tužiteljstvo za ratne zločine ispitalo je u Županijskom sudu u Vukovaru nekoliko svjedoka, među njima branitelja Petra Janjića Tromblona i Danka Maslova, koji je također bio na tjeralici, te samog Purdu u pritvoru. Prema optužbi, Purda se teretio za smrt JNA vojnika u Vukovaru. Međutim, ispitivanjem svjedoka utvrdilo se da je Purda zapravo s još jednim braniteljem ranjenog JNA vojnika odveo u bolnicu, koji je tamo preminuo za nekoliko dana. 
Nakon preispitivanja slučaja 3. ožujka 2011. godine srpsko Tužiteljstvo za ratne zločine je odustalo od progona. Prema obavijesti za javnost, saslušano je 44 svjedoka, od čega 13 u Srbiji i 31 u Hrvatskoj i prikupljena je određena dokumentacija. Navodi se da nijedan svjedok ne tereti Purdu te je zbog nedostatka dokaza njegov slučaj odbačen. Također su istodobno odbačeni i slučajevi protiv Tromblona i Maslova. Purda je time nakon 57 dana zatvora pušten na slobodu te se vratio kući.